# Ronald Agénor
Ronald Jean-Martin Agénor (Rabat, 13 novembre 1964) è un ex tennista haitiano naturalizzato statunitense.

## Biografia
Figlio di un diplomatico, ha trascorso l'infanzia in Marocco e Zaire, prima di trasferirsi a Bordeaux, in Francia all'età di 14 anni. In carriera si è imposto in tre tornei, ad Atene, Berlino e Genova, raggiungendo come miglior posizione il n.22 della classifica mondiale. Nel 1999 ha chiuso l'annata al n. 98 della classifica, diventando il primo giocatore con più di 35 anni di età a finire tra i primi 100 dopo Jimmy Connors nel 1992. Il suo ultimo anno di attività a tempo pieno è stato il 2002, seguito da alcuni ritorni tra il 2006 e il 2012

## Statistiche

### Singolare

#### Vittorie (3)
| Legenda                                                |
| Grande Slam (0)                                        |
| ATP World Tour Finals (0)                              |
| ATP Masters Series / ATP Masters 1000 (0)              |
| ATP International Series Gold / ATP World Tour 500 (0) |
| ATP International Series / ATP World Tour 250 (3)      |

| Numero | Data            | Torneo                                  | Superficie  | Avversario in finale | Punteggio     |
| 1.     | 16 aprile 1989  | Athens Open, Atene                      | Terra rossa | Kent Carlsson        | 6–3, 6–4      |
| 2.     | 24 giugno 1990  | Hypo Group Tennis International, Genova | Terra rossa | Tarik Benhabiles     | 3–6, 6–4, 6–3 |
| 3.     | 14 ottobre 1990 | European Indoor Championships, Berlino  | Carpet      | Alexander Volkov     | 4–6, 7–6, 6–4 |

#### Finali perse (5)
| Numero | Data           | Torneo                             | Superficie  | Avversario in finale | Punteggio     |
| 1.     | 6 luglio 1987  | Allianz Suisse Open Gstaad, Gstaad | Terra rossa | Emilio Sánchez       | 2–6, 3–6, 6–7 |
| 2.     | 13 luglio 1987 | ATP Bordeaux, Bordeaux (1)         | Terra rossa | Emilio Sánchez       | 7–5, 4–6, 4–6 |
| 3.     | 5 ottobre 1987 | Swiss Indoors, Basilea             | Cemento (i) | Yannick Noah         | 6–7, 4–6, 4–6 |
| 4.     | 25 luglio 1988 | ATP Bordeaux, Bordeaux (2)         | Terra rossa | Thomas Muster        | 3–6, 3–6      |
| 5.     | 5 luglio 1993  | Swedish Open, Båstad               | Terra rossa | Horst Skoff          | 5–7, 6–1, 0–6 |